# Pura (Filippine)
Pura è una municipalità di quinta classe delle Filippine, situata nella Provincia di Tarlac, nella Regione di Luzon Centrale.
Pura è formata da 16 baranggay:
- Balite
- Buenavista
- Cadanglaan
- Estipona
- Linao
- Maasin
- Matindeg
- Maungib
- Naya
- Nilasin 1st
- Nilasin 2nd
- Poblacion 1
- Poblacion 2
- Poblacion 3
- Poroc
- Singat